# Flughafen Calama

i8
i11
i13
Der Flughafen Calama (spanisch: Aeropuerto Calama-El Loa; IATA-Code: CJC, ICAO-Code: SCCF) ist ein chilenischer Flughafen in der Nähe der Stadt Calama in der Región de Antofagasta. Der Flughafen wird verstärkt als Zubringer für die bei Touristen beliebte Stadt San Pedro de Atacama in der Atacamawüste genutzt.

## Fluggesellschaften und Flugziele
| Fluggesellschaft | Ziele                                    |
| ---------------- | ---------------------------------------- |
| LATAM            | La Serena, Concepción, Santiago de Chile |
| Sky Airline      | La Serena, Santiago de Chile             |
| JetSmart         | La Serena, Concepción, Santiago de Chile |
| Quellen:         |                                          |

## Zwischenfälle
- Am 4. August 1987 setzte eine Boeing 737-200 der LAN Chile (Luftfahrzeugkennzeichen CC-CHJ) bei der Landung auf dem Flughafen Calama-El Loa 520 Meter vor der Landebahnschwelle auf, da der Kapitän durch die Sonne geblendet wurde. Von den 33 Insassen an Bord kam ein Passagier ums Leben (siehe auch Flugunfall einer Boeing 737 der LAN Chile).[5]